# جوليا ستيوارت
جوليا ستيوارت (بالإنجليزية: Julia Stewart)‏ هي سيدة أعمال وكبيرة الإداريين التنفيذيين أمريكية، ولدت في 4 أغسطس 1955 في الولايات المتحدة.

## وصلات خارجية
- جوليا ستيوارت على موقع إن إن دي بي (الإنجليزية)